# Kukulcania utahana
Espèce
Synonymes
- Filistata utahana Chamberlin & Ivie, 1935

Kukulcania utahana est une espèce d'araignées aranéomorphes de la famille des Filistatidae.

## Distribution
Cette espèce se rencontre aux États-Unis en Utah, dans l'Ouest du Colorado, en Arizona, au Nevada et en Californie et au Mexique dans le Nord de la Basse-Californie,.

## Description
Le mâle holotype mesure 9,6 mm et la femelle paratype 13,0 mm.
Le mâle décrit par Magalhaes et Ramírez en 2019 mesure 10,23 mm et la femelle 13,9 mm, les mâles mesurent de 6,26 à 10,79 mm et les femelles de 13,16 à 17,7 mm.

## Étymologie
Son nom d'espèce lui a été donné en référence au lieu de sa découverte, l'Utah.

## Publication originale
- Chamberlin & Ivie, 1935 : Miscellaneous new American spiders. Bulletin of the University of Utah, vol. 26, no 4, p. 1-79 (texte intégral).